# 鲁本·托雷斯
鲁本·德洛索·托雷斯（英語：Rubén Deloso Torres，1941年9月10日—），是菲律宾的政治家，曾担任菲律宾劳工和就业部副部长、总统府执行秘书、三描礼士省的国会议员。现在是《马尼拉时报》专栏作家。